# Cuiciuna
Cuiciuna is een kevergeslacht uit de familie van de boktorren (Cerambycidae). De wetenschappelijke naam van het geslacht werd voor het eerst geldig gepubliceerd in 1997 door Galileo & Martins.

## Soorten
Cuiciuna omvat de volgende soorten:
- Cuiciuna amoenoides (Fisher, 1938)
- Cuiciuna fumigata (Germar, 1824)
- Cuiciuna iuati Galileo & Martins, 1997
- Cuiciuna melancholica (Melzer, 1931)
- Cuiciuna rectilinea (Bates, 1881)